# .x
Un archivo, fichero o dato con una extensión .X es un formato de archivo para el diseño de modelos tridimensionales introducida por DirectX 2.0, y en DirectX 6.0 donde introdujo algunos métodos que habilitan la lectura de y escritura hacia estos ficheros para también sus versiones posteriores.
Es un archivo de texto que contiene descripciones de los objetos. Estas descripciones están hechas de manera jerárquica y a base de plantillas. Esa estructura permite almacenar polígonos mediante primitivas, Texturas, animaciones, y otros objetos definidos por el usuario a partir de tales plantillas.
Las propiedades de este formato permite crear varias claves para la animación en una línea de tiempo para el renderizado en tiempo real. Se pueden crear distintas jerarquías e instanciarlas, por lo que es simple hacer varias referencias a un mismo objeto cargando en memoria sus datos una única vez por archivo. Vale aclarar que estas jerarquías permiten asociar y relacionar distintos objetos entre sí dando una mayor libertad al momento de crear los distintos modelos.
Pueden abrirse con un visor disponible incluida en la distribución del "2008 DirectX June SDK" (Kit de desarrollo de software).
Si bien no posee la mejor calidad gráfica para un modelo tridimensional (considerada de calidad media), es un formato muy eficiente ya que es muy fácil su integración y uso en muchas aplicaciones, motores gráficos y juegos. Su uso no está limitado a la librería DirectX ya que su interpretación es muy simple y no posee restricciones.[cita requerida]